# Tycherus nigridens
Tycherus nigridens är en stekelart som först beskrevs av Wesmael 1845.  Tycherus nigridens ingår i släktet Tycherus och familjen brokparasitsteklar. Arten är reproducerande i Sverige. Inga underarter finns listade i Catalogue of Life.